# Музей таємного нагляду
Музей таємного нагляду ( алб. Muzeu i Përgjimeve të Sigurimit të Shtetit   ), також відомий як Будинок листя ( Shtëpia me Gjethe ) — історичний музей у Тирані (Албанія). Він відкрився 23 травня 2017 року в будівлі, яка в часи комунізму служила головним офісом Сігурімі.
Музей «присвячений невинним людям, за якими шпигували, заарештовували, переслідували, засуджували та страчували за часів комуністичного режиму». 

## Історія
Музей розміщений у двоповерховій віллі із внутрішнім двориком, який датується 1931 роком і спочатку служив першою приватною акушерською клінікою в Албанії, тоді як під час німецької окупації будівля використовуво гестапо . Після війни він використовувався як штаб перехоплення Сігурімі до розпаду комуністичного режиму в 1991 році.   
Музей таємного нагляду відкрився 23 травня 2017 року. Будівля розташована в центрі міста. Будівля відома під назвою «Будинок листя», так її називають через нахил дерев, що закривають фасад. Він має 31 номер. 
Радою Європи музей був нагороджений премією Європейського музею року-2020. 